# Uccidete Johnny Ringo
Uccidete Johnny Ringo ist der Titel eines im deutschen Sprachraum nicht gezeigten Italowestern, den Gianfranco Baldanello 1965 als seinen ersten Genrebeitrag inszenierte.

## Handlung
Johnny Ringo wird als Texas Ranger vom State Department mit dem Auftrag versehen, eine Gruppe geheimnisvolle Geldfälscher zu entlarven. Ausgangspunkt der Suche bildet das vor 15 Jahren erfolgte Verschwinden des Bankangestellten Victor Mellin, der zwei Säcke mit 10.000 $ mit sich führte. Inkognito begibt sich Johnny Ringo in das Grenzstädtchen Eagle Pass, wo man die Herkunft der gefälschten Scheine vermutet. Beim Glücksspiel erhält Johnny vom Saloonbesitzer Jackson einige unechte Dollarnoten und muss sich mit dessen Männern herumschlagen, was ihm einen Gefängnisaufenthalt einbringt. Dort enthüllt er dem Sheriff seine wahre Identität.
Jackson muss derweil mit dem jungen Ray Scott fertigwerden, der mit der Saloonsängerin Annie nach Mexiko fliehen will, und mit einem jungen Mexikaner, der ihn mit seinem Wissen erpresst. Dieser wird schwer verwundet, kann aber aus der Stadt fliehen. Er bekommt ihn Johnny einen Helfer gegen die Verfolger, die ihm nach dem Leben trachten. Beide können nach und nach die Hintergründe und Verwicklungen aufdecken. Im Sheriff entdecken sie den Drahtzieher der Fäscherbande, Victor Mellin.

## Kritik
Christian Keßler erwähnt bei diesem „vollkommen durchschnittlichen Western“ die „ungewöhnlich schräge Musik von Pippo Caruso“ und resümiert: „Muß man nicht unbedingt gesehen haben.“

## Bemerkungen
Das Filmlied „How Long is the Night“ interpretiert Greta Polyn.